# Ron Carter
Ronald Levin Carter, detto Ron (Ferndale, 4 maggio 1937), è un contrabbassista statunitense di musica jazz. È considerato un virtuoso del contrabbasso dotato di grande professionalità e di eccezionale padronanza tecnica dello strumento da cui ha distillato sonorità inconfondibili e grande libertà armonica.

## Biografia
Ron Carter iniziò l'approccio alla musica all'età di dieci anni studiando il violoncello ed esibendosi in concerti da camera, e successivamente intraprese la Technical School di Detroit, ma nell'ambiente della musica classica trovò molte difficoltà di carattere razziale e così si dedicò al jazz indirizzandosi verso il contrabbasso. Nel 1956 passò alla Eastman School of Music, restandovi fino al 1959 e suonando nella Philharmonic Orchestra della scuola. Nel 1959 iniziò la carriera professionistica a fianco di Chico Hamilton, e dal 1962 si unì a un gran numero di musicisti jazz; fra di essi, Cannonball Adderley, Jaki Byard, Bobby Timmons, Randy Weston, Mal Waldron ed Eric Dolphy, col quale spesso registrò suonando il violoncello. Nel 1961 ottenne il dottorato in musica presso la Manhattan School of Music di New York.

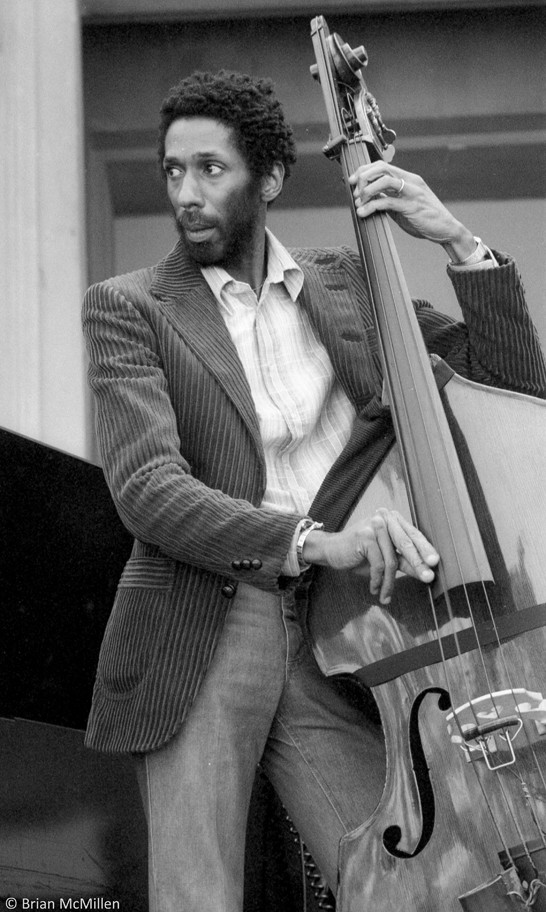
Ron Carter a Berkeley (1980)

Il 1963 è il punto di svolta nella carriera di Carter, che venne reclutato nel quintetto di Miles Davis e rimase un elemento fisso in quella che viene considerata la più grande sezione ritmica della storia del jazz, restando nella formazione fino al 1968 affiancato da Herbie Hancock e Tony Williams, tre strumentisti che fusero il rigore tecnico e il virtuosismo con la duttilità armonica, creando una sezione che sarebbe stata presa a modello nei decenni a seguire. Assieme alle esperienze statunitensi, Carter ebbe l'occasione di suonare in Europa dove si unì al pianista austriaco Friedrich Gulda.
Nei primi anni settanta, il contrabbassista lavorò a New York assieme a Michel Legrand, con il New York Bass Choir e con il New York Jazz Quartet. Suonò assieme a Hubert Laws, Stanley Turrentine e George Benson fra i tanti, e in quegli anni andò in tournée in Europa e in Giappone, usando talvolta il basso elettrico.
Con il pianista Kenny Barron, il bassista Buster Williams e il batterista Ben Riley, nel 1976 Carter formò il suo primo quartetto, in cui era solista utilizzando un basso “Piccolo”, che ha un'accordatura più alta del basso standard e che perciò emerge nella sezione ritmica. L'anno successivo andò in tournée con il riformato gruppo che riuniva i vecchi amici del decennio precedente Herbie Hancock e Tony Williams, in una formazione che vedeva anche altri strumentisti del calibro di Wayne Shorter e Freddie Hubbard. Nel 1980 Carter si unì al quartetto capitanato da Sonny Rollins, in cui erano confluiti anche McCoy Tyner e Al Foster, e dopo un anno riformò il sodalizio con Hanckock e Williams, con Wynton Marsalis alla tromba; e con questo quartetto andò in tournée in USA, Europa e Giappone.
Nonostante i suoi legami artistici, Ron Carter è stato in tutta la sua carriera un elemento estremamente richiesto per le sessioni di registrazioni, che dettero origine a più di cinquecento album. All'impegno di strumentista, Carter ha abbinato il coinvolgimento nelle attività di formazione musicale di giovani e incarichi nell'ambito accademico.
Altre collaborazioni sono con Roberta Flack, George Benson, Billy Joel, Aretha Franklin, Paul Simon.

## Discografia parziale

### Come leader
- 1961 - Where?
- 1966 - Out Front (Prestige Records)
- 1969 - Uptown Conversation
- 1973 - All Blues (CTI Records)
- 1973 - Blues Farm
- 1974 - Spanish Blue
- 1975 - Anything Goes
- 1976 - Yellow & Green
- 1976 - Pastels
- 1977 - Piccolo
- 1977 - Peg Leg
- 1978 - Standard Bearers
- 1979 - Parade
- 1980 - New York Slick (Milestone)
- 1980 - Patrao
- 1983 - Etudes (Warner)
- 1990 - Carnaval
- 1991 - Meets Bach  (Blue Note)
- 1992 - Friends  (Blue Note)
- 1994 - Jazz, My Romance  (Blue Note)
- 1995 - Mr. Bow Tie  (Blue Note)
- 1995 - Brandenburg Concerto  (Blue Note)
- 1997 - The Bass and I
- 1998 - So What  (Blue Note)
- 1999 - Orfeu  (Blue Note)
- 2001 - When Skies Are Grey  (Blue Note)
- 2002 - Stardust (Blue Note)
- 2003 - The Golden Striker  (Blue Note)
- 2003 - Eight Plus
- 2003 - Ron Carter Plays Bach
- 2006 - Live at The Village Vanguard
- 2007 - Dear Miles
- 2008 - Jazz and Bossa

### Partecipazioni
Con Miles Davis
- 1963 - Quiet Nights
- 1963 - Seven Steps to Heaven
- 1964 - Four & More
- 1965 - E.S.P.
- 1965 - My Funny Valentine
- 1965 - Live at the Plugged Nickel
- 1967 - Miles Smiles
- 1967 - Sorcerer
- 1968 - Miles in the Sky
- 1968 - Filles de Kilimanjaro
- 1968 - Nefertiti
- 1977 - Water Babies

Con Herbie Hancock
- 1964 - Empyrean Isles
- 1965 - Maiden Voyage
- 1968 - Speak Like a Child
- 1976 - VSOP
- 1977 - VSOP: The Quintet

Con McCoy Tyner
- 1967 - The Real McCoy
- 1968 - Expansions
- 1970 - Extensions
- 1976 - Trident
- 1976 - Fly with the Wind
- 1977 - Supertrios
- 2004 - Counterpoints

Con altri musicisti
- Toshiko Akiyoshi: Toshiko at Top of the Gate (1968)
- George Benson: Giblet Gravy (1968)
- Bob Brookmeyer: Bob Brookmeyer and Friends (1962)
- Billy Cobham: Spectrum (1973)
- Harry Connick, Jr.: Harry Connick Jr. (1987)
- Eric Dolphy: Out There (1960)
- Roberta Flack: First Take (1970), Quiet Fire (1971), Killing Me Softly (1973)
- Johnny Frigo: Live from Studio A in New York City (1988)
- Jim Hall: Alone Together (1986), Concierto
- Coleman Hawkins: Night Hawk (1961) with Eddie Davis and Tommy Flanagan
- Joe Henderson: Power to the People, The State of the Tenor: Live at the Village Vanguard
- Andrew Hill: Grass Roots, Lift Every Voice, Passing Ships
- Freddie Hubbard: Red Clay (1970), First Light (1971)
- Bobby Hutcherson: Components (1965)
- Milt Jackson: Sunflower (1972)
- Antônio Carlos Jobim: Urubu (1976)
- Quincy Jones: Gula Matari (1970)
- Helen Merrill: Duets (1987)
- Wes Montgomery: So Much Guitar (1961), Tequila, California Dreaming
- Oliver Nelson: Sound Pieces
- New York Jazz Quartet: In Concert in Japan (1975)
- Austin Peralta: Maiden Voyage (2006)
- Wayne Shorter: Speak No Evil (1964), The All Seeing Eye (1965)
- Sam Rivers: Fuchsia Swing Song, Contours
- Grace Slick: Manhole  (1973)
- A Tribe Called Quest: The Low End Theory (1991)
- Letizia Gambi: Introducing Letizia Gambi (2012)[4], Blue Monday (2016)[5][6]
- Dr. Lonnie Smith : "Afrodesia"